# Колесников, Игорь Николаевич
 Игорь Николаевич Колесников  (род. 15 августа 1945) — офицер Военно-морского флота, начальник технического управления Тихоокеанского флота (1990—1994), начальник Высшего военно-морского инженерного училища имени Ф. Э. Дзержинского (1994—1998), с 1999 года начальник кафедры электроэнергетических систем Военно-морской академии имени Н. Г. Кузнецова, доктор технических наук, профессор, контр-адмирал (24.10.1991).

## Биография
Игорь Николаевич Колесников родился 15 августа 1945 года в г. Воскресенске Московской области.
В 1962—1963 годах служил матросом на Северном Флоте.
В 1968 году окончил специальный факультет Высшее военно-морское инженерное училище им. Ф. Э. Дзержинского.
С 1968 по 1990 годы служил на атомных подводных лодках Тихоокеанского флота в должностях от командира группы электро-механической боевой части (БЧ-5) АПЛ до заместителя командира объединения атомных подводных лодок по электромеханической части.
В 1979 году окончил Военно-морскую орденов Ленина, Октябрьской Революции и Ушакова академия имени Маршала Советского Союза А. А. Гречко.
С 1990 по 1994 годы — начальник технического управления Тихоокеанского флота.
В 1994 году был назначен начальником Высшего военно-морского инженерного училища имени Ф. Э. Дзержинского. Контр-адмирал Колесник И.Н. стал последним начальником училища. Постановлением правительства РФ № 1009 от 29 августа 1998 года на базе ВВМИУ им. Ф.Э. Дзержинского и ВВМИУ им.В.И. Ленина был образован Военно-морской инженерный институт.
С 1998 года - начальник кафедры электроэнергетических систем Военно-морской академии им. Н. Г. Кузнецова, автор 87 научных трудов и изобретений. В 1999 году защитил докторскую диссертацию, с 2000 года — профессор.
Действительный член Петербургской инженерной академии, член-корреспондент Международной академии информатизации. Является академиком Академии проблем безопасности, обороны и правопорядка.
Женат, двое детей.

## Награды
- орден «За службу Родине в Вооружённых Силах СССР» 3 степени;
- орден «За военные заслуги»;
- орден Мужества;
- медали
- именное оружие[7]